# Beschened
Beschened (rumänisch Dindeștiu Mic, ungarisch Kisdengeleg) ist ein Dorf im Kreis Satu Mare im Nordwesten Rumäniens. Es gehört zur Gemeinde Petrești.
Der Ort ist auch unter der deutschen Bezeichnung Beschend und den ungarischen Kisbesenyő, Kis-Besenyő, Kisdengeleg-Csárda oder Besenyő bekannt.

## Geografische Lage
Beschened liegt im Kreis Satu Mare im Nordwesten Rumäniens. Das Straßendorf befindet sich an der Dorfstraße (Drum comunal) DC 42, etwa fünf Kilometer südlich vom Gemeindezentrum entfernt.

## Geschichte
Beschened wurde erstmals 1169 unter der Bezeichnung Bessenyewtho urkundlich erwähnt. 1326 wurde der Ort unter der Bezeichnung Besseneu; 1369 unter Besenew erwähnt. Hundert Jahre später (1469) erscheint der Ort unter dem Namen Besenyew.
Unter der Herrschaft des Grafen Josef Károlyi von 1791 bis 1803, wurden im Jahr 1800 auch hier im Ort schwäbische Bauern – die sogenannten Sathmarer Schwaben – angesiedelt. Da es in dem neu gegründeten Dorf keine Kirche gab, ließ der Kirchenrat von Petrifeld in den umliegenden Dörfern Spenden zum Kirchenbau sammeln. Insgesamt kam eine Spende von ungefähr 400.000 Lei zusammen, von denen die Bescheneder Kirchengemeinde nur 150.000 Lei beanspruchte. Das Grundstück für das Gotteshaus stammte von einer Petrifelder Bürgerin, die einen Teil ihres Feldes spendete (der Urkunde zufolge 5 Joch und 25 Quadrat).
1864 bekam der Ort den ungarischen Namen Kisdengeleg, später kam noch der Name Csárda dazu. Zwischen 1938 und 1943 wurde eine neue Kirche erbaut und dem heiligen Wendelin geweiht.
Infolge des Waffen-SS Abkommens vom 12. Mai 1943 zwischen der Antonescu-Regierung und Hitler-Deutschland wurden alle deutschstämmigen wehrpflichtigen Männer in die deutsche Armee eingezogen.
Dafür mussten die Deutschen aus Rumänien nach dem Seitenwechsel Rumäniens am 23. August 1944 büßen. Noch vor Kriegsende, im Januar 1945, wurden alle volksdeutschen Frauen zwischen 18 und 30 Jahren und Männer im Alter von 16 bis 45 Jahren zur Aufbauarbeit in die Sowjetunion deportiert.

## Bevölkerung
Die Bevölkerung des Dorfes wurde erst seit 1966 registriert und entwickelte sich wie folgt:
| 1966 | 640 | 50 | 404 | 186 | - |
| 1977 | 560 | 35 | 146 | 379 | - |
| 1992 | 311 | 21 | 39  | 251 | - |
| 2002 | 268 | 75 | 91  | 101 | 1 |
| 2011 | 257 | ?  | ?   | ?   | ? |
| 2021 | 234 | ?  | ?   | ?   | ? |

## Sehenswürdigkeiten
- Römisch-Katholische Kirche Hl. Wendelin
- Denkmal Az Oroszorságba deportáltak emlékműve